# Martha Coolidge
Martha Coolidge (New Haven, Connecticut, Estats Units, 17 d'agost de 1946) és una directora, productora, guionista i muntadora estatunidenca.

## Carrera
Coolidge va aconseguir la seva reputació inicial després de realitzar documentals premiats a Nova York, abans de traslladar-se a Hollywood, el 1976.
Va passar diversos anys com a membre del Zoetrope Studio, creat per Francis Ford Coppola. La seva estrena cinematogràfica a Hollywood es va donar amb la producció independent de 1983, Valley Girl, que va ser l'inici de la carrera de Nicolas Cage.
Al llarg de la seva carrera va dirigir diverses pel·lícules per a cinema i televisió, aquí en sèries d'èxit com C.S.I.

## Filmografia

### com a directora
- 1972: David: Off and On
- 1974: Old-Fashioned Woman
- 1974: More Than a School
- 1975: Not a Pretty Picture
- 1976: Employment Discrimination: The Troubleshooters
- 1978: Bimbo
- 1983: El meu estimat rebel (Valley Girl)
- 1984: City Girl
- 1984: Joy of Sex
- 1985: Escola de genis (Real Genius)
- 1986: Sledge Hammer!" (sèrie de televisió)
- 1988: Plain Clothes
- 1989: Trenchcoat in Paradise (TV)
- 1991: Bare Essentials (TV)
- 1991: El preu de l'ambició (Rambling Rosa)
- 1992: Crazy in Love (TV)
- 1993: Lost in Yonkers
- 1994: Angie
- 1995: Tres desitjos (Three Wishes)
- 1997: Out to Sea
- 1998: Sex and the City (sèrie de televisió)
- 1999:  Introducing Dorothy Dandridge (TV)
- 2000: Si les parets parlessin 2 (If These Walls Could Talk 2) (TV)
- 2001: The Flamingo Rising (TV)
- 2001: Leap Years (sèrie de televisió)
- 2001: The Ponder Heart (TV)
- 2004: The Prince & Me
- 2004: The Twelve Days of Christmas Eve (TV)
- 2005: Material Girls
- 2006: C.S.I
- 2009: Les desgràcies de Chrissa (TV)
- 2009: Tribute (TV)
- 2016: Music, War and Love

### com a productora
- 1972: David: Off and On
- 1974: Old-Fashioned Woman
- 1975: Not a Pretty Picture
- 1978: Bimbo
- 1984: City Girl
- 2000: Rip Girls (TV)
- 2004: Infidelity (TV)
- 2009: Tribute (TV)

### com a guionista
- 1972: David: Off and On
- 1974: Old-Fashioned Woman
- 1974: More Than a School
- 1975: Not a Pretty Picture

### com a muntadora
- 1972: David: Off and On
- 1974: Old-Fashioned Woman
- 1974: More Than a School
- 1975: Not a Pretty Picture

### Com a actriu
- 1994: Beverly Hills Cop III: dona de seguretat